# Еллеф-Рінгнес
Острів Елфа Рінгнеса або Еллеф-Рінгнес (англ. Ellef Ringnes Island) — острів у Північному Льдовитому океані в складі Канадського Арктичного архіпелагу і частини островів Королеви Єлизавети. Шістнадцятий за розмірами острів Канади та шістдесят дев'ятий у світі. Має площу 11 295 км², і належить території Канади Нунавут. Найвища точка острова 260 м над рівнем моря.
Острів був відкритий між 1899 та 1902 роками експедицією норвезького мореплавця Отто Свердрупа. Названий на честь норвезького броваря Елфа Рінгнеса. Належав Норвегії до 1930 року.
Високо-арктична метеорологічна станція (англ. H.A.W.S.) відкрилась на острові в 1948 на спільному військовому підприємстві між Канадою і США. Персонал станції налічував від 10 до 40 чоловік. Станція закрилась в 1978 через введення автоматичної станції.